# Ericameria linearifolia
Ericameria linearifolia là một loài thực vật có hoa trong họ Cúc. Loài này được (DC.) Urbatsch & Wussow mô tả khoa học đầu tiên năm 1979.